# Concierto para piano n.º 6 (Beethoven)

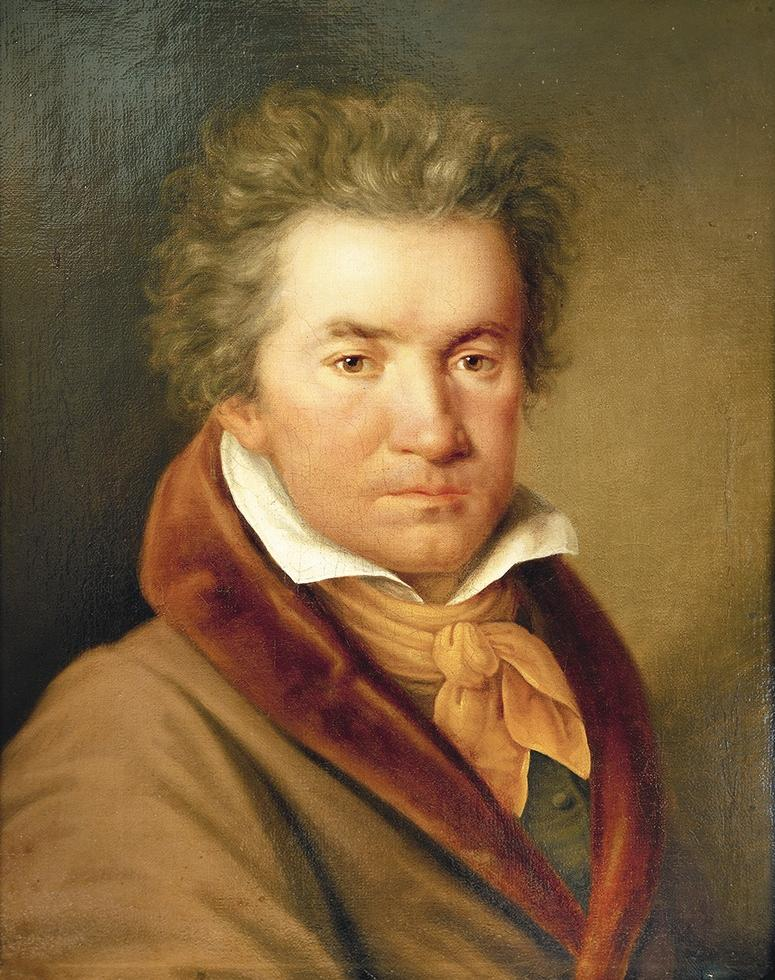
Beethoven en 1815.

El concierto para piano n. ° 6 en re mayor, Hess 15 es un concierto para piano inacabado del compositor alemán Ludwig van Beethoven.

## Historia
A finales de 1814 o principios de 1815, Beethoven dedicó una gran cantidad de tiempo a un proyecto que nunca llegó a completarse: un concierto para piano en re mayor, que, si se hubiera completado, habría sido el sexto. Se conservan unas setenta páginas de bocetos para el primer movimiento. Incluso comenzó a escribir una partitura completa, que se ejecuta casi ininterrumpidamente desde el comienzo del movimiento hasta la mitad de la exposición individual (compás 182). La partitura se vuelve irregular a medida que avanza la obra y hay signos de indecisión o insatisfacción por parte del compositor. El maestro alemán abandonó la obra y este movimiento parcial (conocido como Hess 15) sigue siendo una de las concepciones no realizadas más sustanciales de Beethoven.
Una reconstrucción del primer movimiento fue elaborada por el erudito británico Nicholas Cook en 1987.